# 勘文
勘文（かんもん）とは、朝廷から諮問を依頼された学者などが由来・先例等の必要な情報を調査して報告（勘申）を行った文章のこと。
主に外記や神祇官・検非違使などの官人、大学寮や陰陽寮に属する諸道の学者などが行った。

特に、諸道の学者による勘文を諸道勘文ともいう。

## 概要
国家の重大事などに際して専門家である官僚や学者に勘申を行わせて、太政官の陣定や院評定などの参考とした。先例・故実・吉凶などに関する勘申が多く、特に先例を勘申したものを勘例（かんれい）と称した。天平9年（737年）の天然痘の大流行の際に典薬寮から出された勘文が対処案として『類聚符宣抄』に採録されている他、天文密奏の際に行われた天文勘文や刑事事件などの際に行われた明法家による明法勘文などが良く知られている。
主計寮や主税寮は受領功過定において必要な資料を、神祇官や陰陽寮は禁忌や触穢に関する事柄について勘文を提出していたことが知られている。
外記で天文密奏の資格も有した中原氏には諸道勘文を採録した「諸道勘文」200巻と「続諸道勘文」（巻数不明）が伝えられていたと言われているが、現在は、『群書類従』に採録された「諸道勘文」のうち2巻分が遺されているに過ぎない。
なお、中世において自分が考えたことを文書にまとめたもの一般を勘状（かんじょう）と称していたが、勘文もまた学者・官人が自己の知識や考えを記した文書であったため、「勘状」が勘文の別名として用いられることもあった。